# Östersunds rundradiostation

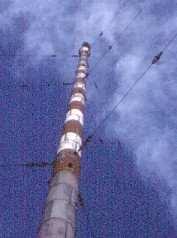
Ena masten vid Östersunds mellanvågsstation fotograferad underifrån kort före rivning.

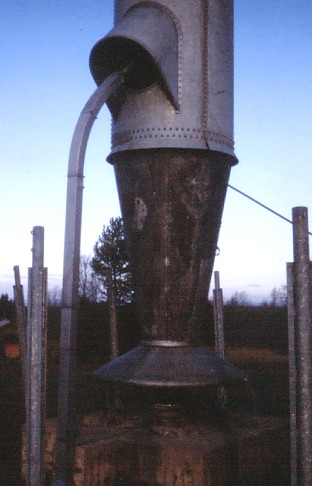
Mastfoten på isolator vid ena masten. Matning in i masten för FM, TV eller mellanvåg vid Östersunds mellanvågstation kort före rivning.

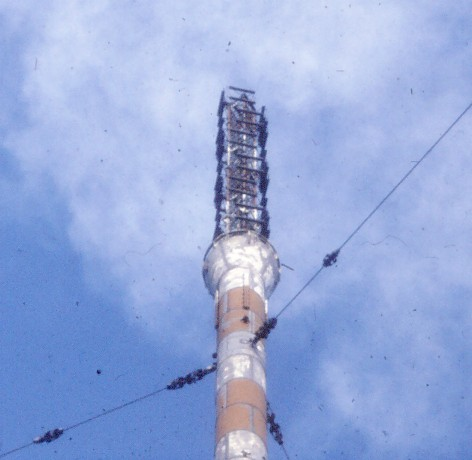
Närbild på FM-antennerna i toppen på ena masten kort före rivning

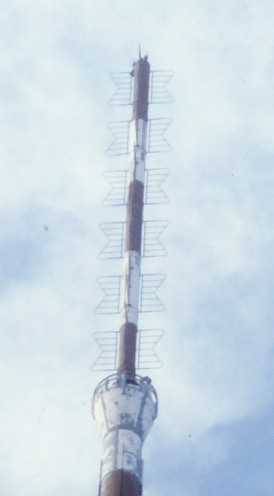
Vändkorsantenn för TV-kanal E4 i toppen i västra masten vid Östersund mellanvågstation kort före rivning.

Östersunds rundradiostation eller Östersunds mellanvågssändare var en svensk sändarstation för rundradio på Brattåsen sydväst om Östersund, 475 meter över havet. Den var i drift mellan 1957 och 1975.

## Uppförandet
Stationen, som var i stort identisk med stationen i Nacka, invigdes den 7 mars 1957. Totala konstruktionskostnaden hamnade på 5,7 miljoner kronor. Sändarstationen byggdes genom att man grävde ut marken och göt upp en armerad betongbyggnad varefter det återfylldes med jord. Det är alltså inte frågan om ett utsprängt bergrum. 

### Teknik
Sändarutrustningen, vars uteffekt var 150 kW, levererades från Standard Telephones and Cables Ltd i Storbritannien tillsammans med två 177 meter höga polkagrisrandiga rörmaster. Masterna konstruerades och uppfördes av den västtyska ingenjörsfirman C.H Jucho. De försågs med 32 m höga toppspiror med antenner för sändning av FM- och TV-signaler. Masterna vägde cirka 110 ton vardera. Den använda mellanvågsfrekvensen var 720 kHz, vilket var en frekvens som också användes av Aten i Grekland. Antennerna riktades så att konflikter med Atens sändare minimerades.

### Problem
Kort efter invigningen började en östtysk station använda samma frekvens som Östersund och därmed störa sändningarna. Under dygnets mörka del omintetgjordes mottagning från Östersund. Efter starka påtryckningar fick man tyst på den störande sändaren i Östberlin. Dagtid sändes SR P1 och nattetid, med början på 1960-talet, Melodiradion (som senare blev SR P3).

### Ny frekvensplan
När den nya frekvensplanen som antogs 1975 skulle börja gälla från och med den 31 mars 1978 valde Televerket att med tanke på stora renoveringsbehov och litet lyssnarantal stänga av sändaren för gott.

### Slutet för mellanvågsstationen
År 1977 hade en ny 300 m hög fackverksmast rests något söder om stationen som ersättning för FM- och TV-sändningar. 
Den 26 oktober 1982 sprängdes masterna som övningsobjekt av en pluton jägarsoldater som del av en övning. Masterna föll vertikalt och ljudet kunde höras milsvitt. Kvar lämnades utrustning för bland annat antennanpassning. Sändarstationen finns kvar, och används idag som förråd för Teracom. Den innehåller bland annat reservkraftverken och delar av sändarutrustningen.

### Webbkällor
- Rundradions historia i Sverige